# Île de la Loge
L'île de la Loge est une île de la Seine, longue de 2,5 km environ, située dans les Yvelines entre Le Port-Marly, Louveciennes et Bougival sur la rive gauche (communes auxquelles elle est rattachée administrativement), et Croissy-sur-Seine sur la rive droite.
Cette île est rattachée à la rive gauche par un pont routier, appelé pont Abbé Pierre, situé non loin de son extrémité amont, ainsi que par une passerelle piétonne, située non loin de son extrémité aval, la reliant au Port-Marly et inaugurée le 20 mai 2017. Naguère, une autre passerelle pour piétons aurait existé en amont de l'île[réf. nécessaire]. Elle se trouve entre l'île Corbière en aval, et l'île de la Chaussée en amont, dont elle est séparée par les écluses de Bougival.

## Histoire
L'île était constituée à l'origine de plusieurs petites îles séparés les unes des autres par des fossés. À la Grande Loge se rattachaient l'île au Ratz, l'île de la Falaise Normande et l'île Moreau. Ces fossés ont été comblées avec le temps et, en 1664, toutes ces îles ne formèrent plus qu'une seule île qui a pris le nom d'île de la Loge. L'île Poirée, à l'aval, est restée détachée jusqu'à la construction de la Machine de Marly en 1683.
C'est dans le bras de la Seine situé entre cette île et la rive gauche, au niveau de Louveciennes, que fut construit au XVIIe siècle un barrage permettant l'installation de la Machine de Marly, conçue pour alimenter les châteaux de Versailles et de Marly en eau provenant de la Seine.

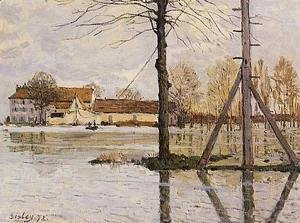
Le Bac de l'île de la Loge, inondation par Alfred Sisley, 1872, Ny Carlsberg Glyptotek.

L'île de la Loge est l'un des lieux qui ont inspiré les impressionnistes, notamment Sisley qui représenta sur nombre de tableaux l'île de la Loge: Le Bac de l'île de la Loge, inondation (1872, Ny Carlsberg Glyptotek), Le Bac de l'île de la Loge (1872, collection particulière), Barrage de la Machine de Marly (1873, collection particulière), L'île de la Grande Jatte (1873, titre inexact, musée d'Orsay), Bords de la Seine à Port-Marly (1875, titre inexact, Art Institute of Chicago).
En 1884, Charles Victor Hugot, fabricant d'éventails, acquiert le domaine de la Loge. Associé à son neveu Bernard Château, docteur en médecine, il transforme cette vacherie traditionnelle en ferme modèle, qu'ils ont appelé Jersey Farm, où les vaches sont traites avec des appareils électriques. La ferme elle-même ressemble à un château médiéval, avec sa tour-donjon et ses boiseries peintes en bleu. Les animaux sont logés dans des étables bien éclairés dont le sol est carrelé de faïence bleue et couvert de sable renouvelé quotidiennement. Les vaches laitières, importées de Jersey, ne boivent pas l'eau de la Seine, considérée comme étant trop insalubre, mais de l'eau tirée d'un puits. Leur lait, conditionnée dans des bouteilles de lait, est vendu à la Porte Maillot à un prix élevé, et il est très apprécié par les cuisiniers des grands restaurants. La ferme restera en activité jusqu'à la Première Guerre mondiale, et elle sera transformée durant la guerre en un champ expérimental de tirs par De Dion-Bouton.

## Activités
L'île héberge notamment la communauté Emmaüs Bougival de Port-Marly et le Centre Sports et Loisirs de la Banque de France. Ce dernier a également accueilli dès 2012 le centre d'entraînement du PSG féminin, auquel a succédé le FC Versailles en juillet 2023 .

## Galerie

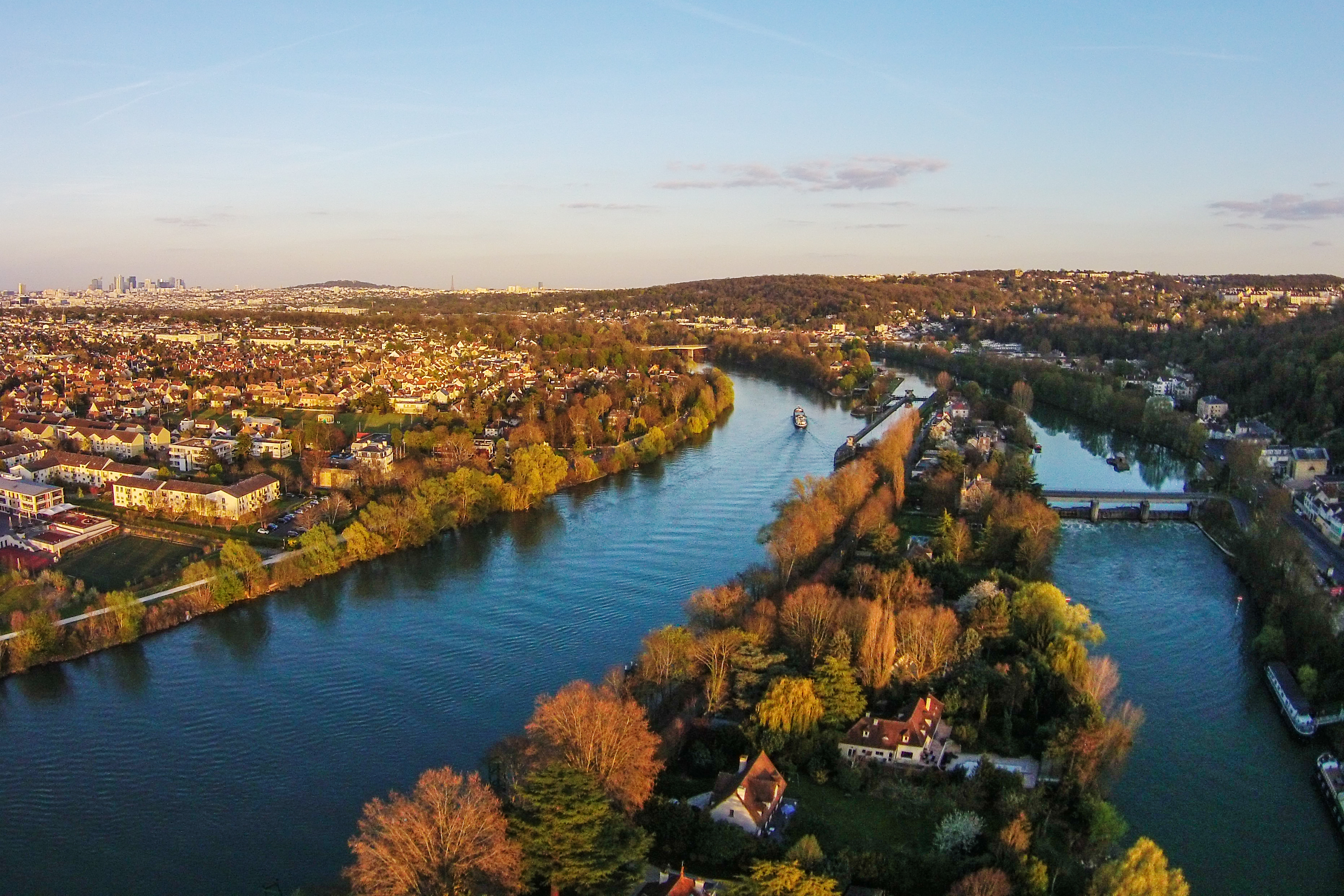
Ile de la Loge, vue aérienne.
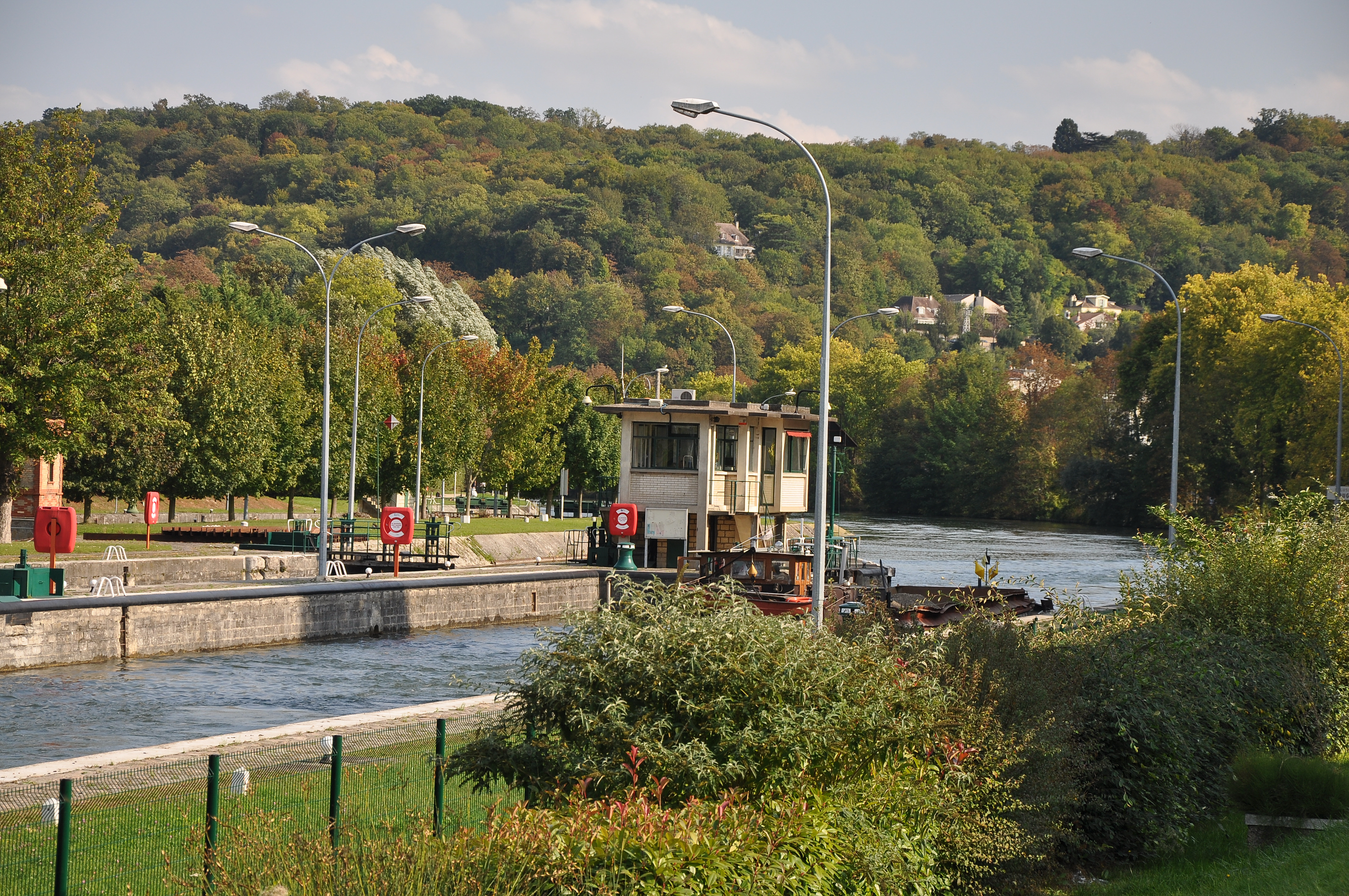
Les écluses de Bougival.
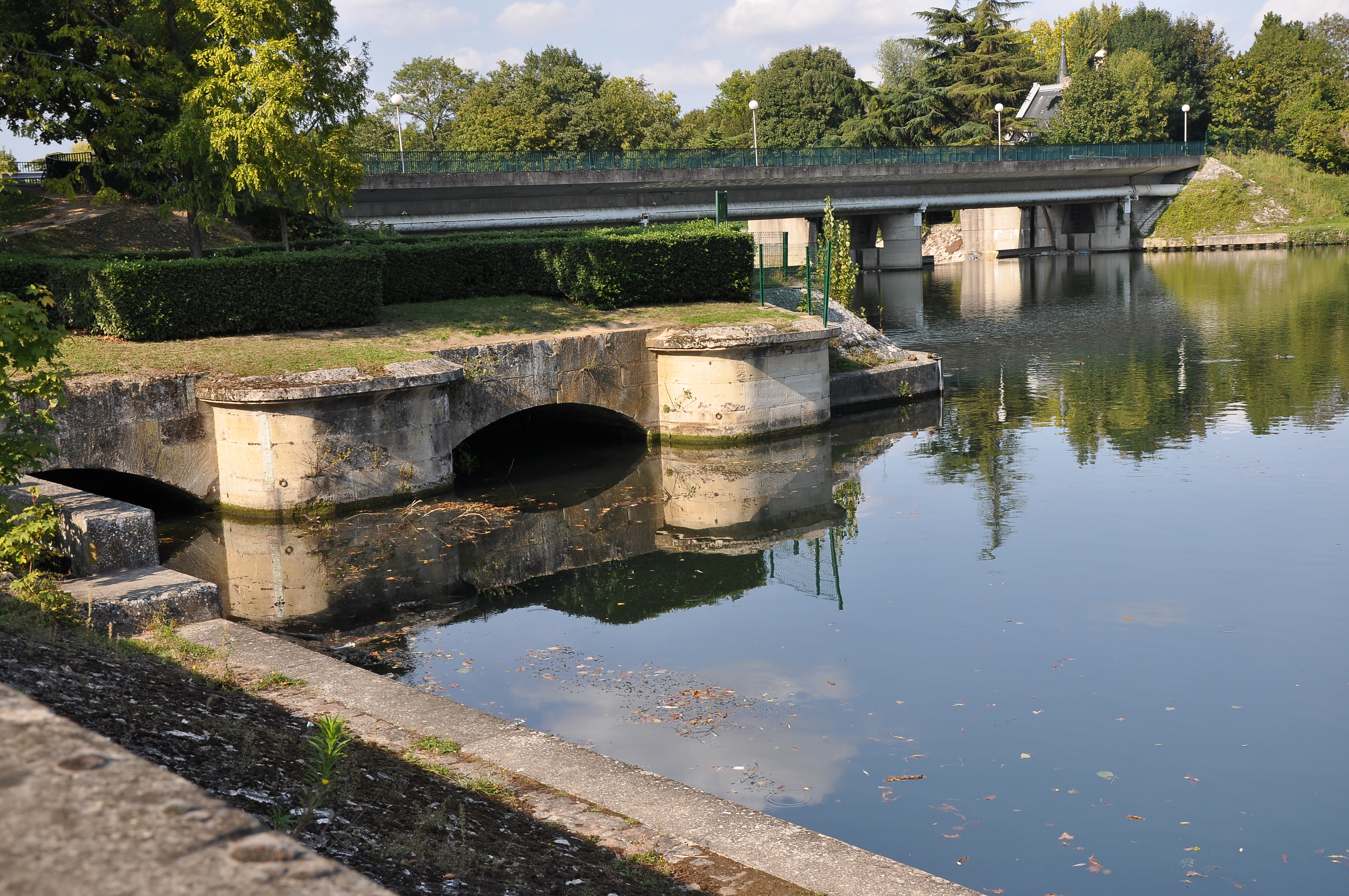
Pont Abbé Pierre.
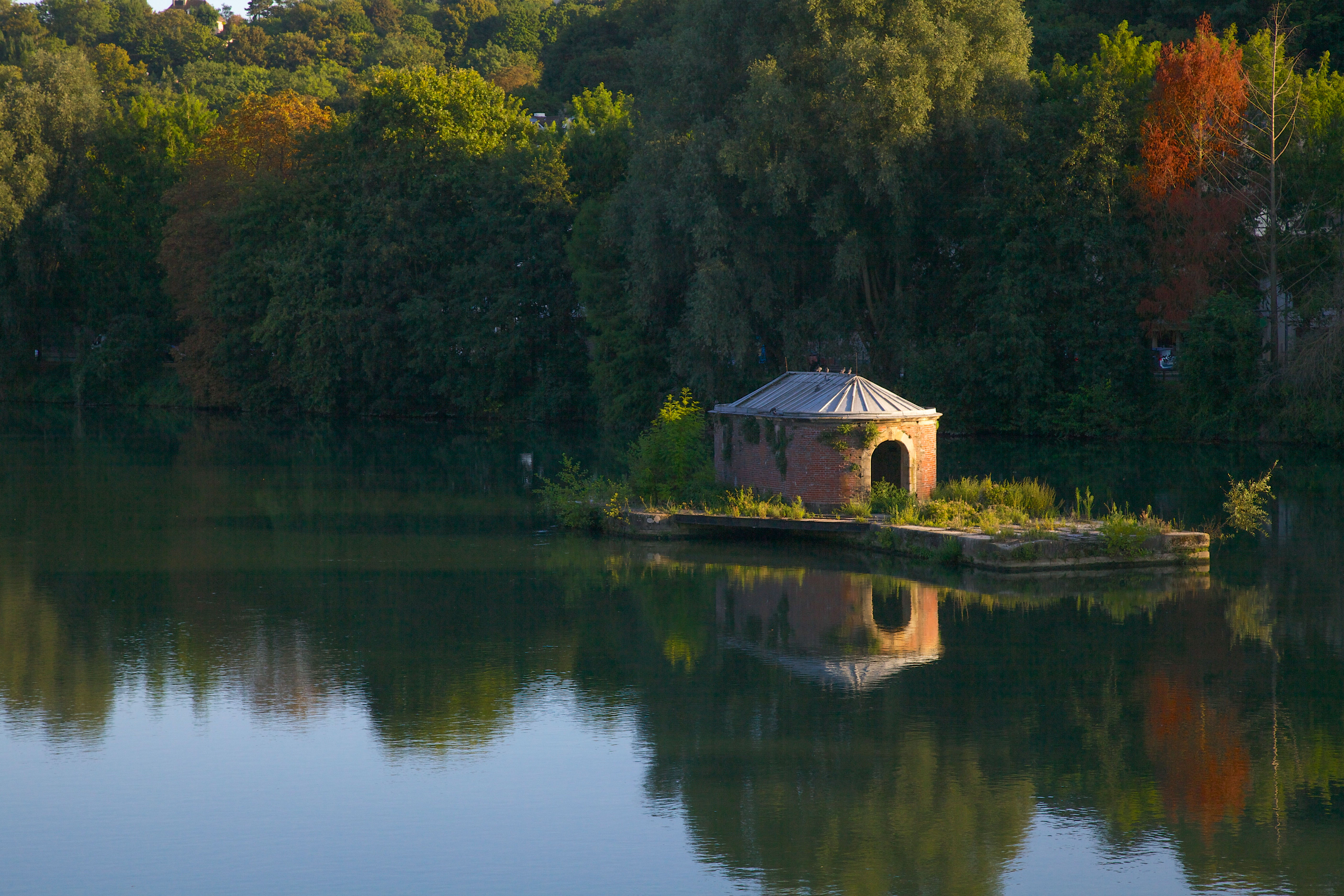
Vestiges de la Machine de Marly vus du pont Abbé Pierre.